# HMS Prince of Wales (1939)
HMS Prince of Wales (Корабль Его Величества «Принц Уэльский») — британский линкор типа King George V. Стал вторым кораблём серии. Построен на верфи кампании «Кэммел Лэрд» в Беркенхеде, Англия. «Принц Уэльский» вошёл в строй в январе 1941 года и за недолгую службу успел принять участие в нескольких морских операциях Второй мировой войны: сражении с германским линкором «Бисмарк», сопровождении конвоев на Мальту, а также в бое у Куантана, в ходе которого 10 декабря 1941 года «Принс оф Уэлс» был потоплен японской авиацией.

## История службы
Был заложен 1 января 1937 года на верфи компании «Кэммел-Лэрд» (англ. Cammell Laird) в Биркенхеде (англ. Birkenhead). Спущен на воду 3 мая 1939 года, в строй вступил 31 марта 1941 года.

### Бой в Датском проливе
Уже 22 мая 1941 года «Принс оф Уэлс» вышел в море на перехват германского линкора «Бисмарк». В состав соединения также входил линейный крейсер «Худ». Утром 24 мая, следуя за «Худом» линкор вступил в бой с немецким соединением в составе линкора «Бисмарк» и тяжёлого крейсера «Принц Ойген». После быстрой гибели «Худа» «Принс оф Уэлс» вёл бой один. В линкор попали 7 вражеских снарядов — 3 калибра 380 мм и 4 калибра 203 мм. Серьёзных повреждений британский линкор не получил, хотя один из снарядов «Бисмарка» пробил насквозь слабобронированную боевую рубку корабля и вышел не разорвавшись, но успел вывести из строя всех находившихся там офицеров и матросов.. Однако из-за технических неисправностей вышли из строя сначала одно орудие носовой башни, затем вся носовая башня, сильно заливаемая водой, а затем и кормовая башня ГК. В результате линкор остался лишь с одной действующей башней ГК и его командир предпочёл отступить. В свою очередь, «Принс оф Уэлс» добился 3 попаданий 356-мм снарядами в «Бисмарк». Серьёзных повреждений они также не причинили, но один из снарядов пробил носовую топливную цистерну и это вынудило немцев прервать рейдерскую операцию и отступать в Брест.

«Принс оф Уэлс» был слишком новым кораблём, за что и пострадал. Однако уже в своём первом коротком бою он нанёс своему противнику ощутимые повреждения. Измотанные артиллеристы, сражавшиеся больше со своими орудиями, чем с немцами, не подозревали, что решили исход не этого сражения, а всей битвы.
— Смит П. Закат владыки морей.
После ремонта в мае — июле 1941 года линкор вернулся в строй и в августе 1941 года доставил британского премьер-министра У. Черчилля на Ньюфаундленд для встречи с президентом США Ф. Рузвельтом. Осенью 1941 года «Принс оф Уэлс» ненадолго был включён в состав соединения H, а затем вернулся в состав Флота метрополии. В дальнейшем «Принс оф Уэлс» был включён в состав Восточного флота и 25 октября отправился на Дальний Восток. 28 ноября линкор соединился в Коломбо с линейным крейсером «Рипалс». 2 декабря 1941 года оба корабля прибыли в Сингапур. Вместе с приданными эсминцами они стали именоваться Соединением Z.

### Последний бой

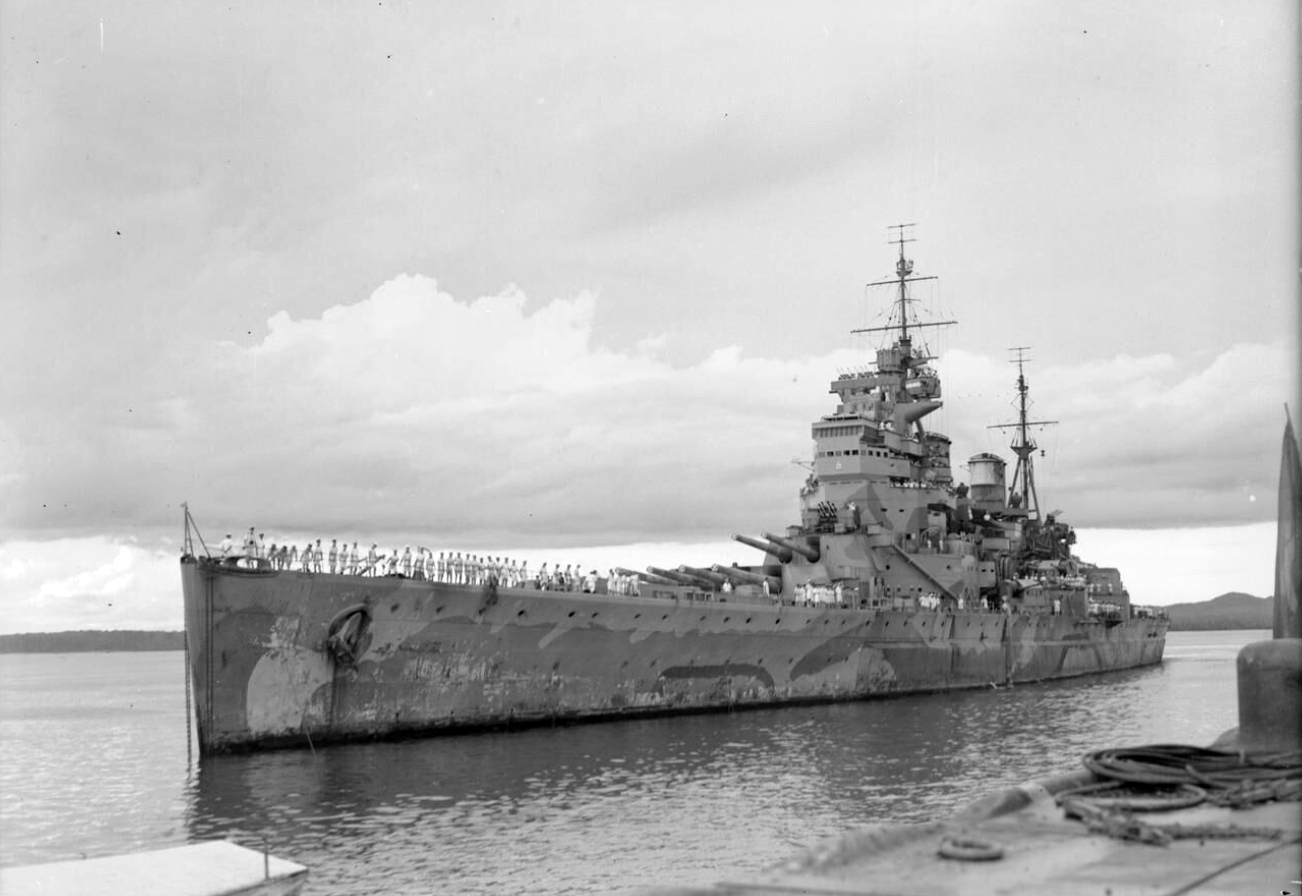
«Принс оф Уэлс» по прибытии в Сингапур.

Фатальное торпедное попадание в районе внешнего гребного винта по левому борту

После обнаружения авиаразведкой японского войскового конвоя, адмирал Т. Филипс принял решение перехватить японское соединение и 8 декабря 1941 года вывел свои корабли в море. Утром 10 декабря 1941 года британские корабли были атакованы японскими бомбардировщиками-торпедоносцами G3M и G4M (всего 73 машины), проведшими 6 последовательных атак на «Принс оф Уэлс» и «Рипалс». Уже в ходе второй атаки «Принс оф Уэлс» получил 2 торпедных попадания в левый борт. Почти все помещения вдоль борта оказались затоплены, корабль лишился большей части электроэнергии. В связи с этим механизированные установки универсального и зенитного калибра не могли действовать, стреляли по противнику, заходившему в последующие атаки лишь 7 одиночных установок «Эрликон» и 1 одиночная установка «Бофорс», имевшая ручной привод. В ходе четвёртой атаки линкор получил 4 попадания торпедами в правый борт. В ходе шестой атаки японцы достигли 1 попадания 250-кг бомбой. Через полтора часа после начала атаки «Принс оф Уэлс» опрокинулся и затонул. Вместе с кораблём погибло 513 членов экипажа, включая адмирала Филипса.

С британской точки зрения, потопление «Принс оф Уэлса» и «Рипалса» имело немедленные и тяжёлые последствия. Моральное состояние защитников Малайи и Сингапура было подорвано. Судьба всех наших владений в Юго-Восточной Азии была предрешена. Редко когда ещё поражение на море имело такие далеко идущие последствия.
— Роскилл, С. У. Флаг Святого Георгия. Английский флот во Второй мировой войне.

## Останки
Затонувший линкор лежит на глубине 68 метров в точке с координатами 3°33’36"N 104°28’42"E. Обломки корабля в мае 2007 года были детально изучены водолазами в ходе экспедиции «JOB 74». Корабль лежит на дне вверх килем.
Хотя ещё в 2002 году останки линкора «Принц Уэльский» (наряду с останками линейного крейсера «Рипалс»), согласно решению британских властей, получили статус воинского захоронения, примерно с 2012 года они подвергаются разорению со стороны нелегальных сборщиков металлолома. Последние, с целью разрушения лежащих на дне корпусов британских кораблей, используют, в том числе, взрывчатые вещества. Пользуясь относительно небольшой глубиной залегания, удобным (с точки зрения доступности) местоположением, отсутствием надзора и фактической невозможностью действенно наказать за подобные действия в отношении воинских захоронений (согласно малайзийским законам за такие действия предусмотрен лишь денежный штраф), нелегальные сборщики металлолома нанесли лежащим на дне останкам британских военных кораблей значительный ущерб («Рипалс», в частности, полностью лишился гребных винтов). Кроме того, незаконно поднятые с затонувших кораблей артефакты попадают на аукционы.
В 2002 году британские дайверы, с разрешения правительства Великобритании, подняли корабельный колокол затонувшего линкора (колокол в настоящее время экспонируется в Национальном Музее Королевского Флота (Портсмут).